# Michaeliskirche (Erfurt)

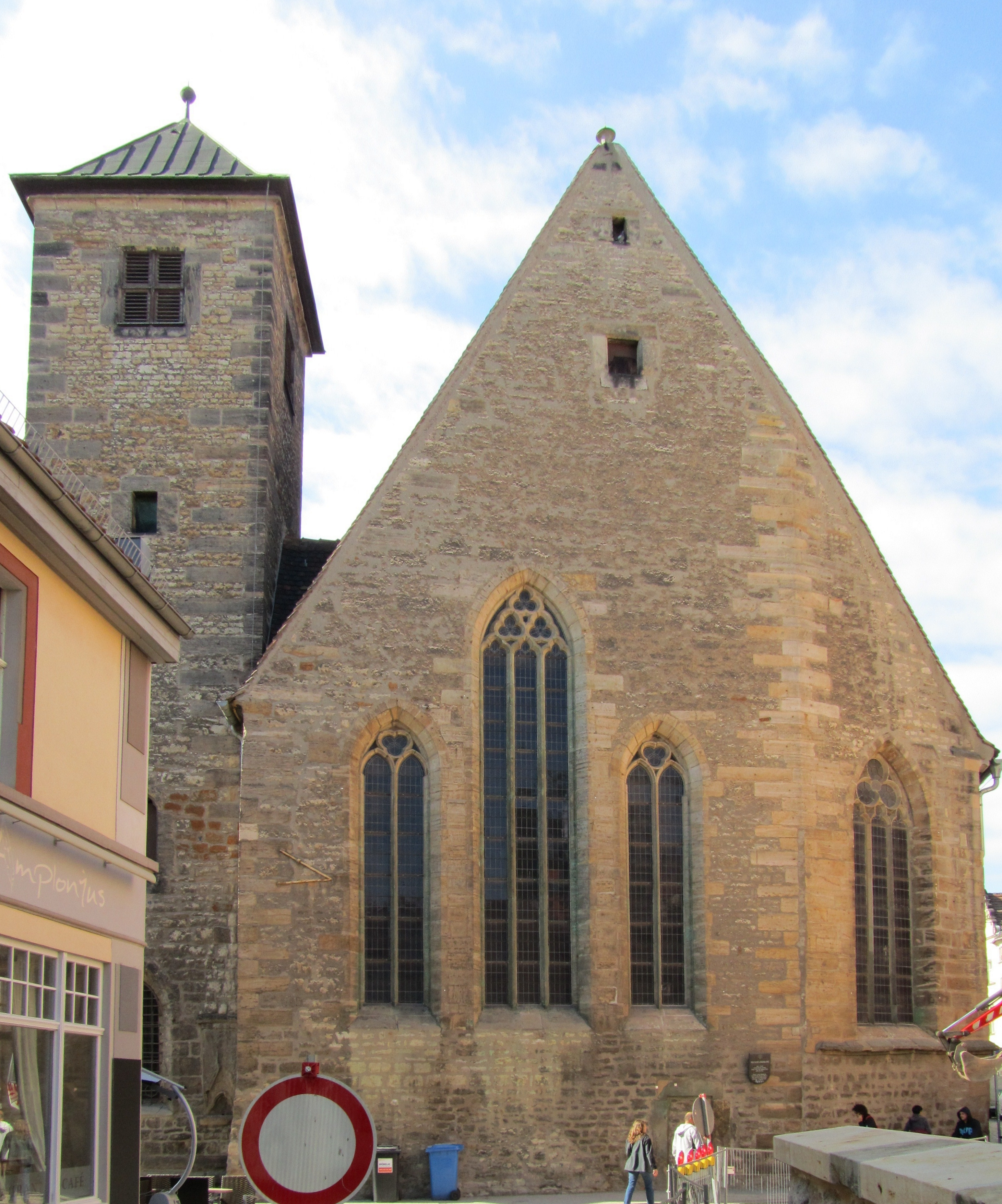
Michaeliskirche von Osten

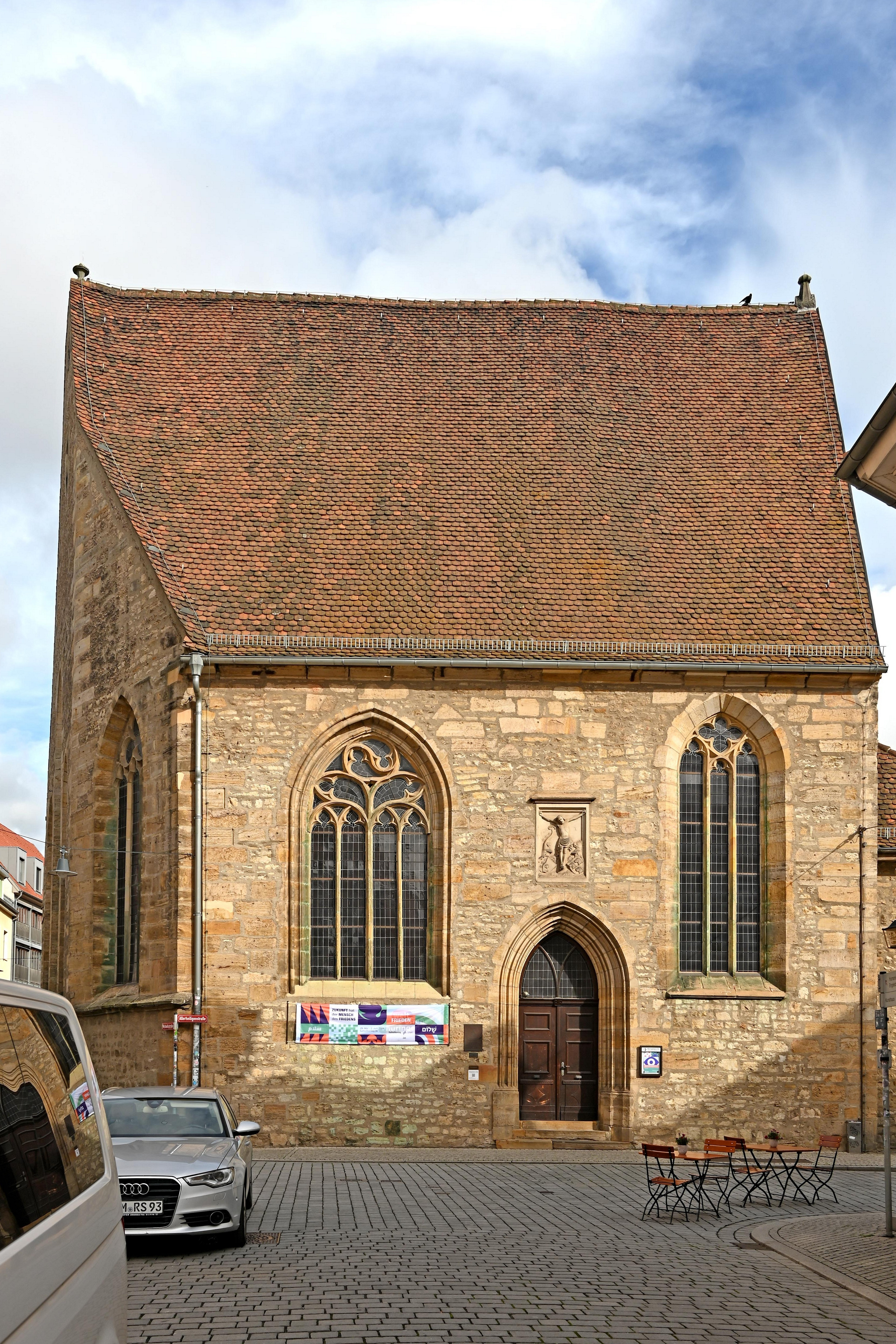
Michaeliskirche von Nordwesten

Die Michaeliskirche in Erfurt gehört zur Evangelischen Stadtmission Erfurt und ist Universitätskirche der Universität Erfurt.

## Geschichte
Um 1183 wurde am heutigen Standort eine Kirche gebaut, die von den Patriziern Walter Kerlinger und Dietrich Hotermann sowie von Conrad Brun und Heinrich de Stalberg gestiftet wurde. Damals lag die Kirche an der Via regia neben dem jüdischen Viertel von Erfurt.
Die spätromanischen unteren Geschosse des Turmes stammen noch von der ersten Kirche. Zwischen 1278 und 1290 wurde dann – unter dem langjährigen Pfarrer Heinrich Bauso – ein chorloser gotischer Saal gebaut, der Kern der heutigen Kirche.
Seit 1392 war die Michaeliskirche die Universitätskirche der Universität Erfurt. Die Lehrgebäude der Universität lagen ihr direkt gegenüber, darunter später das Collegium Maius. 1451 erfolgte der Anbau eines nördlichen Seitenschiffes und der Einbau von Emporen. Um das Jahr 1500 wurde die Dreifaltigkeits-Kapelle vollendet, die der Pfarrer, Theologieprofessor, mehrfache Dekan und Rektor der Universität, Weihbischof Johannes Bonemilch von Lasphe, gestiftet hatte.

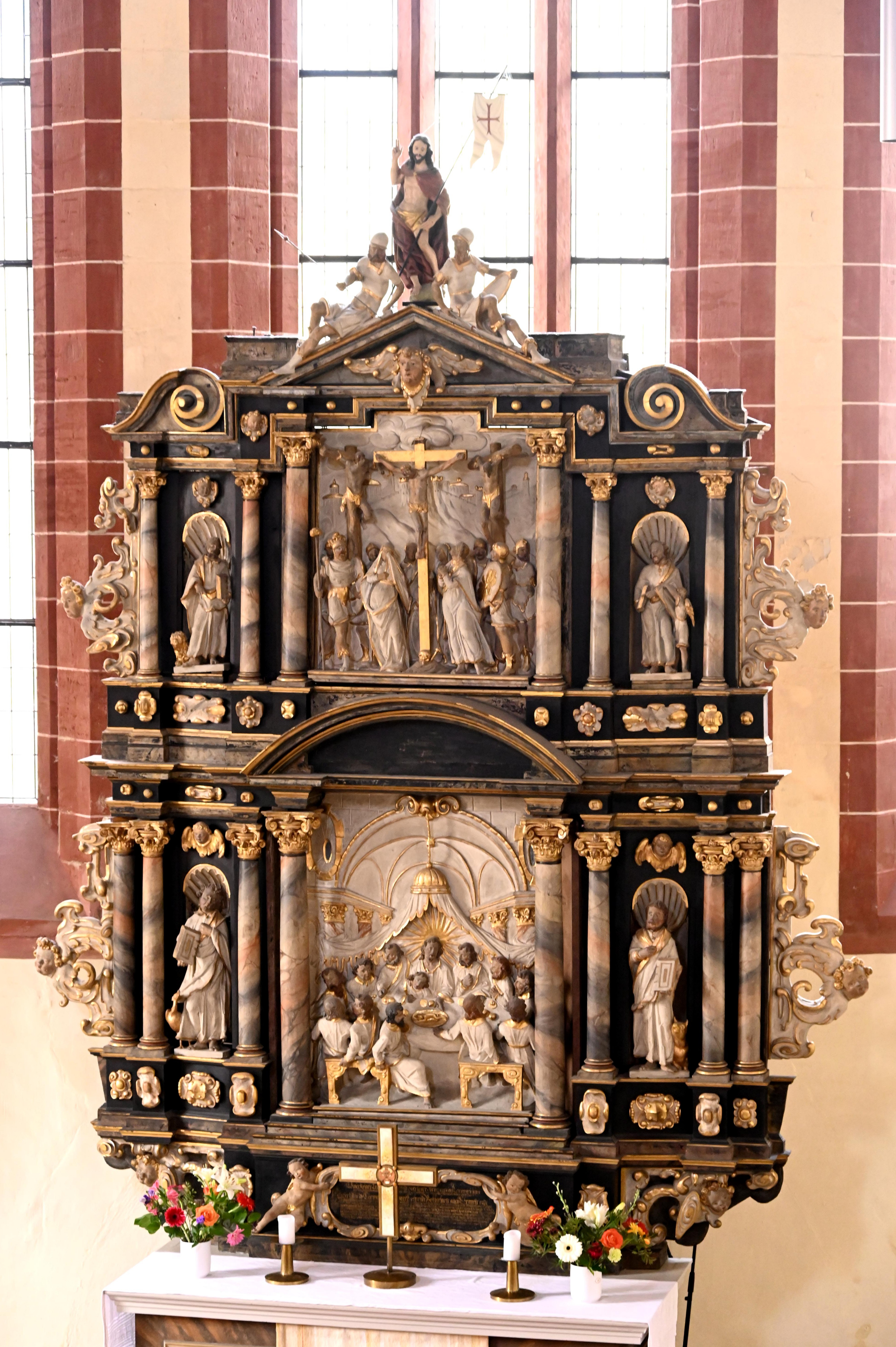
Altar der Michaeliskirche

Martin Luther, der zwischen 1501 und 1505 in Erfurt studierte, besuchte regelmäßig die Messen in der Michaeliskirche. Er predigte hier am 21. Oktober 1522, nachdem im Jahr zuvor in der Michaeliskirche die erste evangelische Predigt Erfurts gehalten wurde. Bonemilch hatte Luther 1507 (wahrscheinlich am 3. April) zum Priester geweiht. Luthers Freund Johannes Lang, der Reformator Erfurts, predigte ab 1530 in der Michaeliskirche und wurde 1548 hier begraben.
1681 wurde die Spitztonne erneuert. Zwischen 1742 und 1750 fanden weitere Überholungsarbeiten statt. Mit der Schließung der Universität 1816 wurde die Michaeliskirche zur Gemeindekirche. 1819 und 1820 wurde eine Umgestaltung im neugotischen Stil vorgenommen.
Auf der Westseite erfolgte 1928 ein weiterer Anbau. Im gleichen Zuge wurde die neugotische Innenausstattung entfernt und durch den Stil der Neuen Sachlichkeit ersetzt. Am 9. Februar 1945 wurden bei einem Sprengbombenangriff der US Air Force auf die Erfurter Altstadt schwere Schäden im Dach- und Innenbereich der Kirche verursacht, auch die Orgel stark beschädigt. Die Kirche wurde danach soweit gesichert, dass sie nicht zur Ruine wurde. Eine Wiederherstellung 1958–1960 erlaubte dann wieder die Nutzung des Gotteshauses. Dazu wurde aus der Predigerkirche das Epitaph für den Ratsmeister Heinrich Ilgen (gest. 1633) als Altarretabel übernommen. Seit 1973 wird die Kirche von der Evangelischen Stadtmission verwaltet.
Zur DDR-Zeit, 1987, wurde in der Kirche eine vielbeachtete Ausstellung „Stadtgerechter Verkehr, verkehrsgerechte Stadt“ gezeigt, die sich besonders gegen die geplante Erweiterung des Stadtrings durch die Altstadt richtete. Es folgten 1987 bis 1989 Ausstellungen „Schöpfungselement Wasser“ und „Schöpfungselement Luft“, welche die entsprechende Umweltproblematik in der DDR behandelten.
Von 1989 bis 1995 wurde eine erneute Außen- und Innensanierung der Kirche durchgeführt. Seit Pfingsten 2007 dient sie zudem als Gottesdienststation der „Alt-Katholischen Gemeinde West-Thüringen / Erfurt“, die dort an jedem zweiten und vierten Sonntag im Monat Gottesdienst feiert. Im Jahr 2002 wurde die Michaeliskirche wieder zur Universitätskirche ernannt, 2007 fand der erste Universitätsgottesdienst nach der Wiederernennung statt.
Im Kirchturm befindet sich die älteste Glocke Erfurts, „Katharina“ aus dem Jahre 1380.
Der Michaelis-Kirchhof ist „einer der schönsten Zeugen spätgotischer Baukunst“. Er weist neben 24 aufgerichteten, vom Boden der Michaeliskirche stammenden Grabdenkmalen aus dem 17. bis 19. Jahrhundert auch zwei historische Grabsteine aus dem 15. und 16. Jahrhundert auf.

## Orgel
Nachdem der Organist und Orgelbauer Balthasar Kühn 1648 bei der Reparatur der Orgel tödlich verunglückt war, wurde ihr Zustand immer schlechter. Schließlich entschloss man sich, aus dem Material der alten Orgel und jener der abgebrochenen Georgskirche durch Ludwig Compenius ein neues Instrument bauen zu lassen. Es wurde 1652 fertiggestellt. Die Michaeliskirche wurde danach zu einem bedeutenden musikalischen Zentrum.
Im Jahr 1753 erneuerten und vergrößerten die Gebrüder Wagner die Orgel in der Erfurter Michaeliskirche. Die Firma Wilhelm Rühlmann aus Merseburg errichtete 1896 ein neues, pneumatisches Instrument, für das nur Teile der alten Orgel wiederverwendet wurden. 1928 wurde die Orgel auf die heutige Empore versetzt und noch einmal umgebaut.
Den Bombenschäden 1945 konnte auch die Orgel nicht entgehen. Von 1999 bis 2000 wurde die Compenius-Orgel durch die Orgelbauwerkstatt Rühle aus Moritzburg rekonstruiert. Von Compenius erhalten sind große Teile des Prospektes sowie die 27 bemalten Prospektpfeifen. Sie ist auf dem Chorton mitteltönig gestimmt.
| I Rückpositiv CD–f3 |    |
| Gedackt             | 8′ |
| Prinzipal           | 4′ |
| Rohrflöte           | 4′ |
| Oktave              | 2′ |
| Zimbel              | 2′ |
| Sesquialter I–II    |    |
| Krummhorn           | 8′ |
| Tremulant           |    |

| II Hauptwerk CD–f3 |    |
| Prinzipal          | 8′ |
| Rohrflöte          | 8′ |
| Oktave             | 4′ |
| Oktave             | 2′ |
| Mixtur III         |    |
| Tremulant          |    |

| Pedal CD–f1 |     |
| Subbaß      | 16′ |
| Oktavbaß    | 08′ |
| Posaunenbaß | 16′ |

- Koppeln: II/I (Schiebekoppel), I/P